# Numeniastes selenis
Numeniastes selenis là một loài bướm đêm trong họ Noctuidae.